# Одайник-Самойленко, Зоя Александровна
Ода́йник-Само́йленко Зоя Алекса́ндровна (укр. Зоя Олекса́ндрівна Ода́йник-Само́йленко; 31 декабря 1924, Киев, СССР — 2 сентября 2002) — советская украинская художница, живописец, заслуженный художник УССР (1981), член Национального союза художников Украины.

## Биография
Родилась 31 декабря 1924 года в Киеве. В 1941 году окончила художественную школу имени Тараса Шевченко. В годы Великой Отечественной войны прошла через концентрационный лагерь Равенсбрюк. В 1952 году Зоя Одайник-Самойленко окончила Киевский государственный художественный институт по специальности «художник-живописец».
В 1946—1952 гг. училась в Киевском художественном институте. Её преподавателями были Сергей Григорьев, Константин Елева, Владимир Костецкий, Сергей Ержиковский, Илья Штильман.
Участница художественных выставок с 1954 года.
Скончалась 2 сентября 2002 года. Похоронена в Киеве на Байковом кладбище.

## Награды
- Заслуженный художник УССР (1981).

## Семья
- Муж — Вадим Иванович Одайник (1925—1984), художник-живописец. Народный художник СССР.
- Сын — Сергей Вадимович Одайник(1949), художник-монументалист. Заслуженный художник Украины.
- Дочь — Оксана Вадимовна Одайник (1953), художница-живописец. Народный художник Украины.

## Творчество
Зоя Одайник-Самойленко является автором многочисленных жанровых полотен, портретов, пейзажей, натюрмортов. Произведения художницы находятся во многих музеях Украины, России и частных коллекциях, в галереях «THE MATTEW GALLERY» и «THE CHAMBERS GALLERY» (Великобритания), «KUSU» и «GEKOSO» (Япония), Канаде, Китае, Италии, США.
Работы Зои Одайник-Самойленко были закуплены в фонды Дирекции выставок Национального союза художников Украины и Дирекции выставок Министерства культуры и искусства СССР и Украины.

## Основные работы
- «Красные маки» (1957)[2]
- «Въезд в Киев» (1957[3]
- «Над синим Псёлом» (1959)[4]
- «Разговор в купе поезда»[5]
- «Девчата» (1962)[6]
- «Серёжа» (1962)[7]
- «Шахматы» (1965)[8]
- «Девушки. Полтавщина» (1965)[9]
- «Оксаночка» (1965)[10]
- «Черемшина» (1969)[11]
- «Осень» (1981)[12]
- «Автопортрет» (1985)[13]
- «Колокольчики» (1985)[14]
- «Украинский натюрморт» (1989)[15]
- «В саду»" (1990)[16]